# Désiré Tsarahazana
Désiré Tsarahazana (Amboangibe, 13 juni 1954) is een Malagassisch geestelijke en een kardinaal van de Rooms-Katholieke Kerk.
Tsarahazana volgde het klein-seminarie in Mahajanga. Van 1976 tot 1978 studeerde hij in Antsiranana. Hij bereidde zich van 1979 tot 1982 voor op het priesterschap, en studeerde van 1983 tot 1986 filosofie en theologie. Hij werd op 28 september 1986 priester gewijd.
Op 30 oktober 2000 werd Tsarahazana benoemd tot bisschop van Fenoarivo Atsinanana; zijn bisschopswijding vond plaats op 18 februari 2001. Op 24 november 2008 werd hij benoemd tot bisschop van Toamasina. Toen het bisdom op 26 februari 2010 werd verheven tot aartsbisdom, werd Tsarahazana de eerste aartsbisschop van Toamasina.
Sinds 2012 is Tsarahazana voorzitter van de bisschoppenconferentie van Madagaskar.
Tsarahazana werd tijdens het consistorie van 28 juni 2018 kardinaal gecreëerd. Hij kreeg de rang van kardinaal-priester. Zijn titelkerk werd de San Gregorio Barbarigo alle Tre Fontane.
- Système universitaire de documentation: 179482491
- Virtual International Authority File: 309917511